# 후지이 히로히사

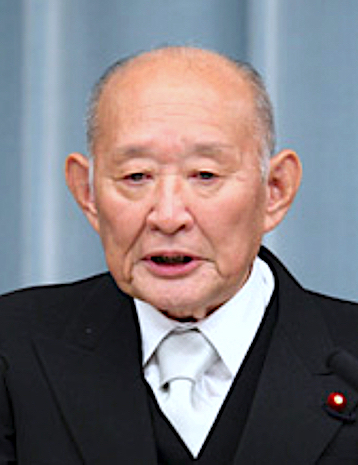
후지이 히로히사

후지이 히로히사(藤井 裕久, 1932년 6월 24일~2022년 7월 10일)는 일본의 경제 관료, 정치인이다. 중의원 의원, 내각총리대신 보좌관(사회 보장 세금 일체 개혁 및 성청간 조정 담당(社会保障・税一体改革及び省庁間調整担当)을 맡았다.
참의원 의원, 자유당 간사장, 민주당 간사장, 대장대신(제98, 제99대), 재무대신(제12대), 내각관방 부장관(간 내각 제2차 개조내각)을 역임하였다.